# توفيق الخشن
توفيق الخشن هو قاضي مصري سابق، هو الرئيس الثاني عشر لنادي الزمالك، تولي رئاسة النادي في عام 1971 بالتزكية ولكن لم يستمر غير عام واحد فقط.